# Лоймола
Ло́ймола (карел. Loimola) — посёлок сельского типа в Суоярвском районе Республики Карелия.

## География
Посёлок расположен на берегу одноимённой реки, популярной у туристов-водников. Река Лоймола берёт своё начало в озере Лоймоланъярви и впадает в реку Тулемайоки, которая затем впадает в Ладожское озеро.
Уличная сеть
Вокзальная ул., Заозёрная ул., Карьерная ул., Колесова ул., Лесная ул., Набережная ул., Новая ул., Новая 2-я ул., Песочная ул., Питкярантское ул., Поселковая ул., Приозёрная ул., Пролетарская ул., Скалистая ул., Советская ул., Сортавальское ул., Студенческая ул., Суоярвское ул., Трудовая ул., Центральная ул., Школьная ул..

## Население
| 2002 | 2009 | 2010 | 2013 |
| ---- | ---- | ---- | ---- |
| 1002 | ↘791 | ↘673 | ↘642 |

### Известные жители
- Колесов, Александр Михайлович (1922—1978) — разведчик Великой Отечественной войны, Герой Советского Союза (1943).

## Транспорт
Через посёлок проходит трасса А131 Питкяранта — Суоярви. Также в посёлке находится железнодорожная станция Лоймола на линии Сортавала — Суоярви, через которую два раза в неделю проходит поезд Санкт-Петербург — Костомукша, а также ежедневный поезд Москва — Петрозаводск.

## Памятники истории
В посёлке находятся памятники истории:
- Братская могила 500 советских воинов, павших в советско-финляндской войне 1939—1940 годов и на советско-финском фронте Великой Отечественной войны (1941—1944)[6]. В конце 1950-х на могиле была установлена скульптурная группа из 2-х воинов[7].
- Могила Героя Советского Союза А. М. Колесова (1922—1978) на гражданском кладбище.

Вблизи посёлка расположен историко-мемориальный комплекс Колласъярви, посвящённый павшим в советско-финских войнах 1939—1940 и 1941—1944 годов советским и финским воинам.

## Памятники природы
В 11-ти км на юго-запад от посёлка расположен государственный региональный болотный памятник природы — Болото Сулансуо площадью 125,1 га, типичное болото карельского кольцевого аапа типа.

## Религия
Посёлок известен тем, что в нём находилась не сохранившаяся до наших времён лютеранская церковь.

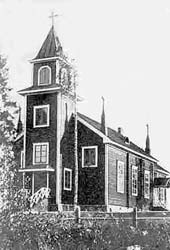
Утраченная лютеранская кирха
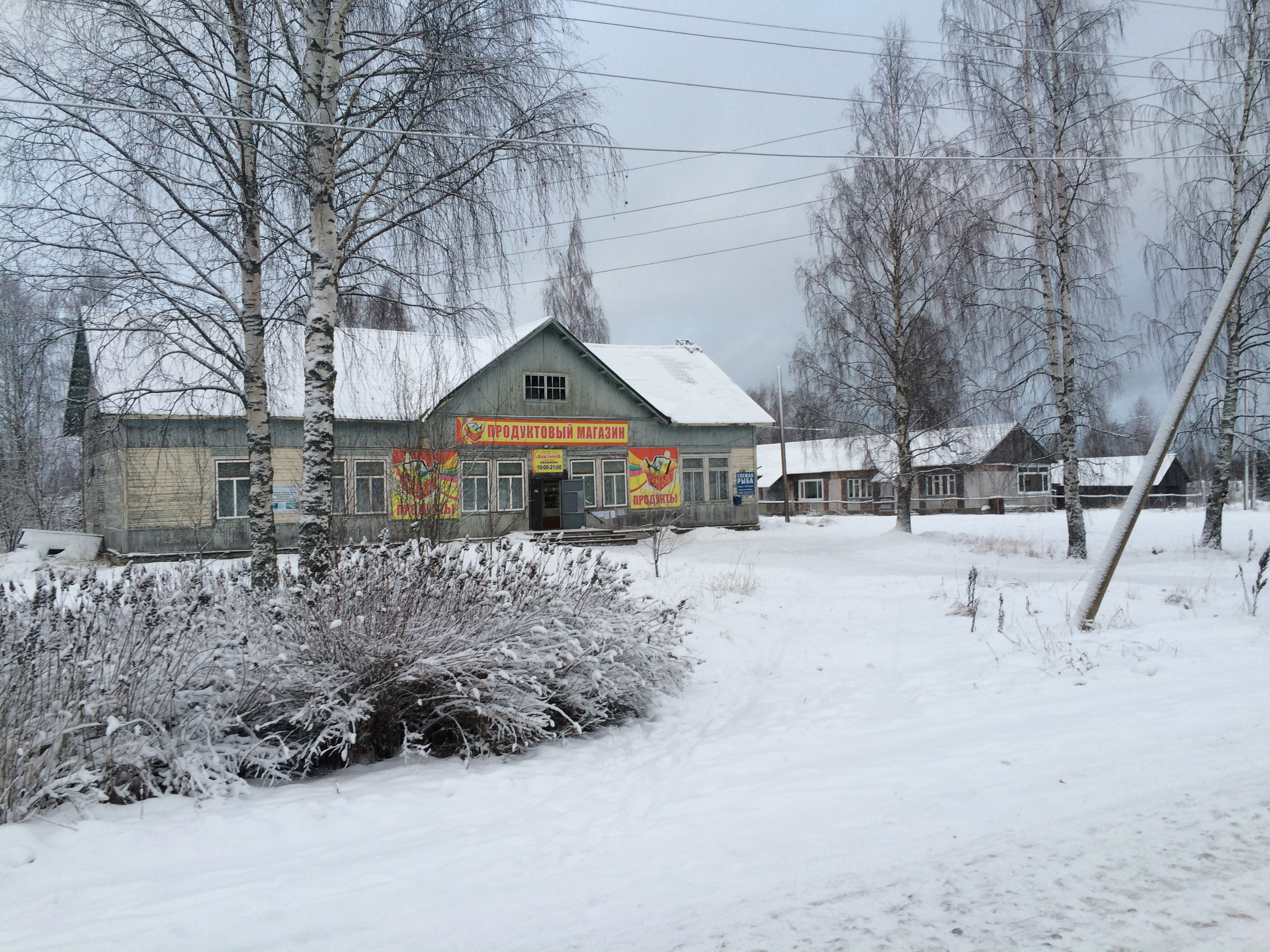
Магазин
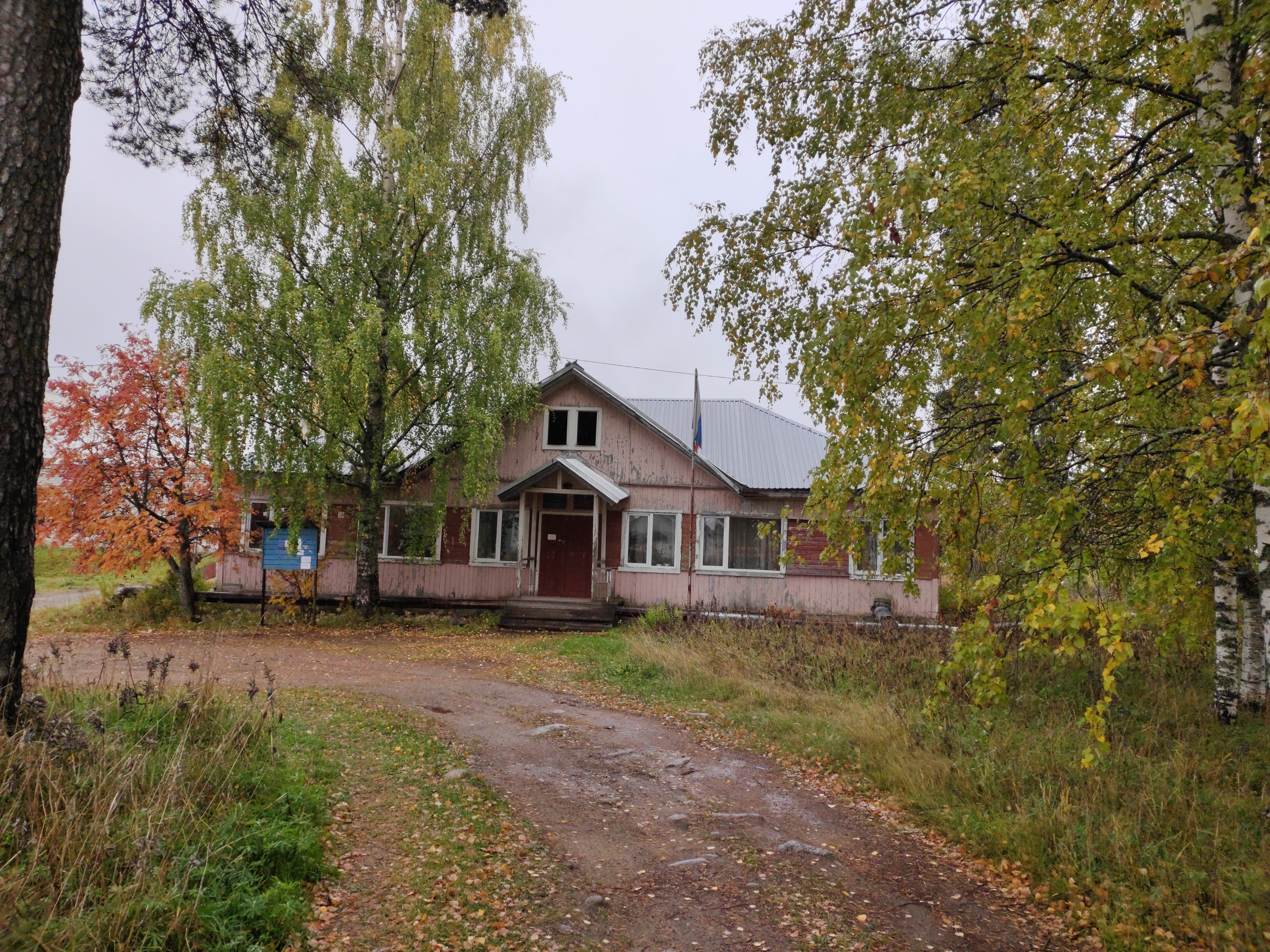
Здание администрации
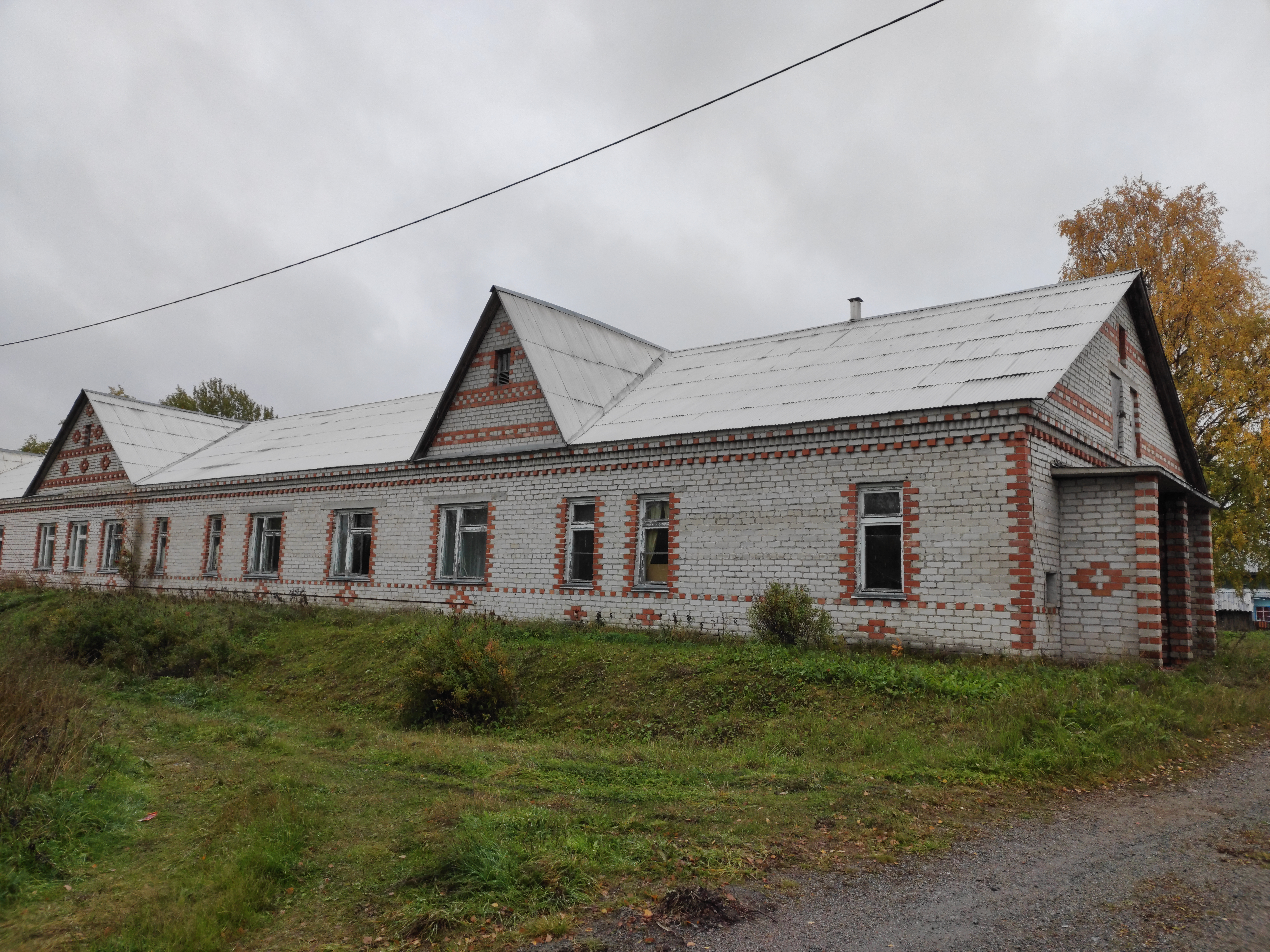
Больница
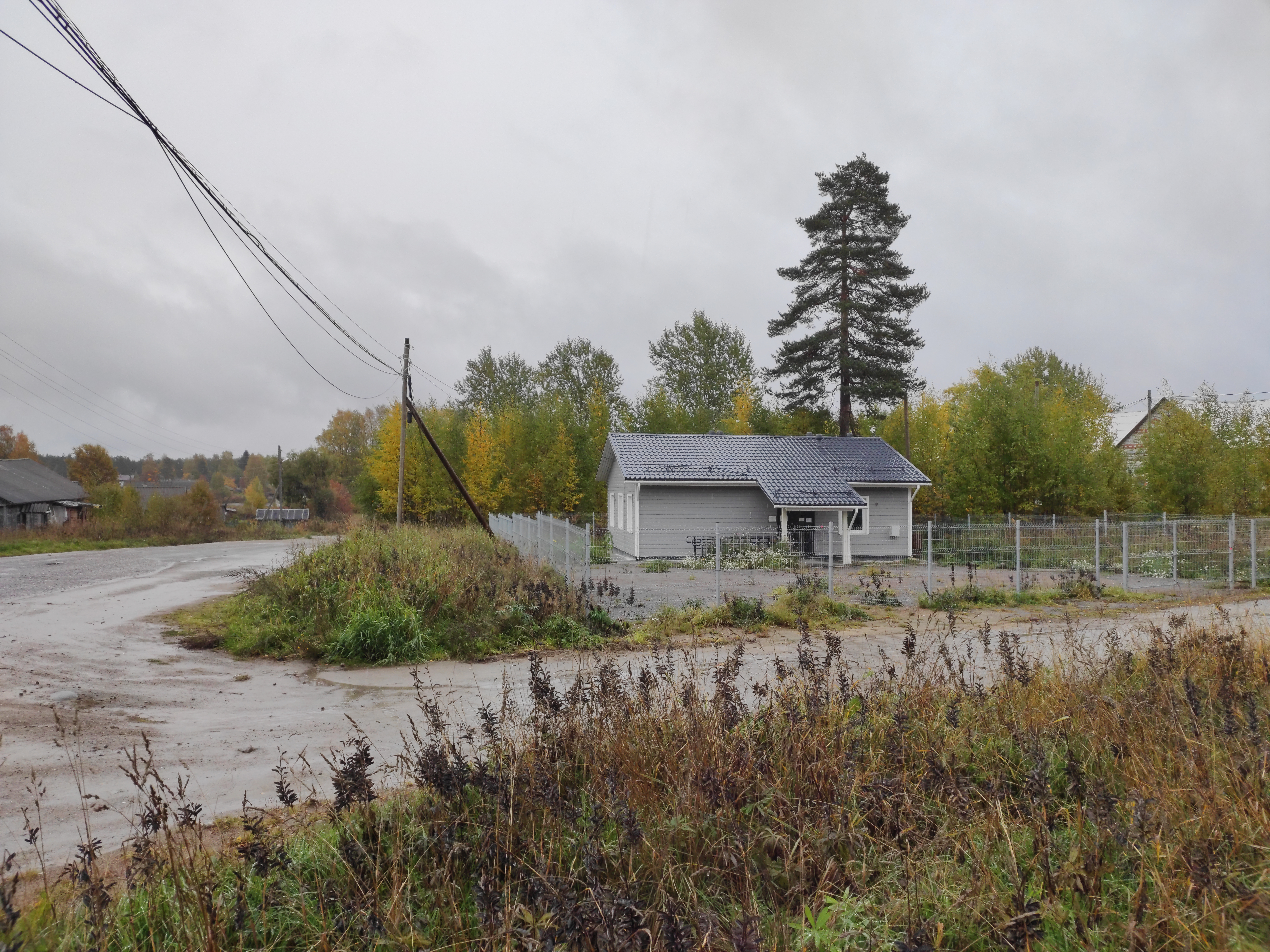
ФАП
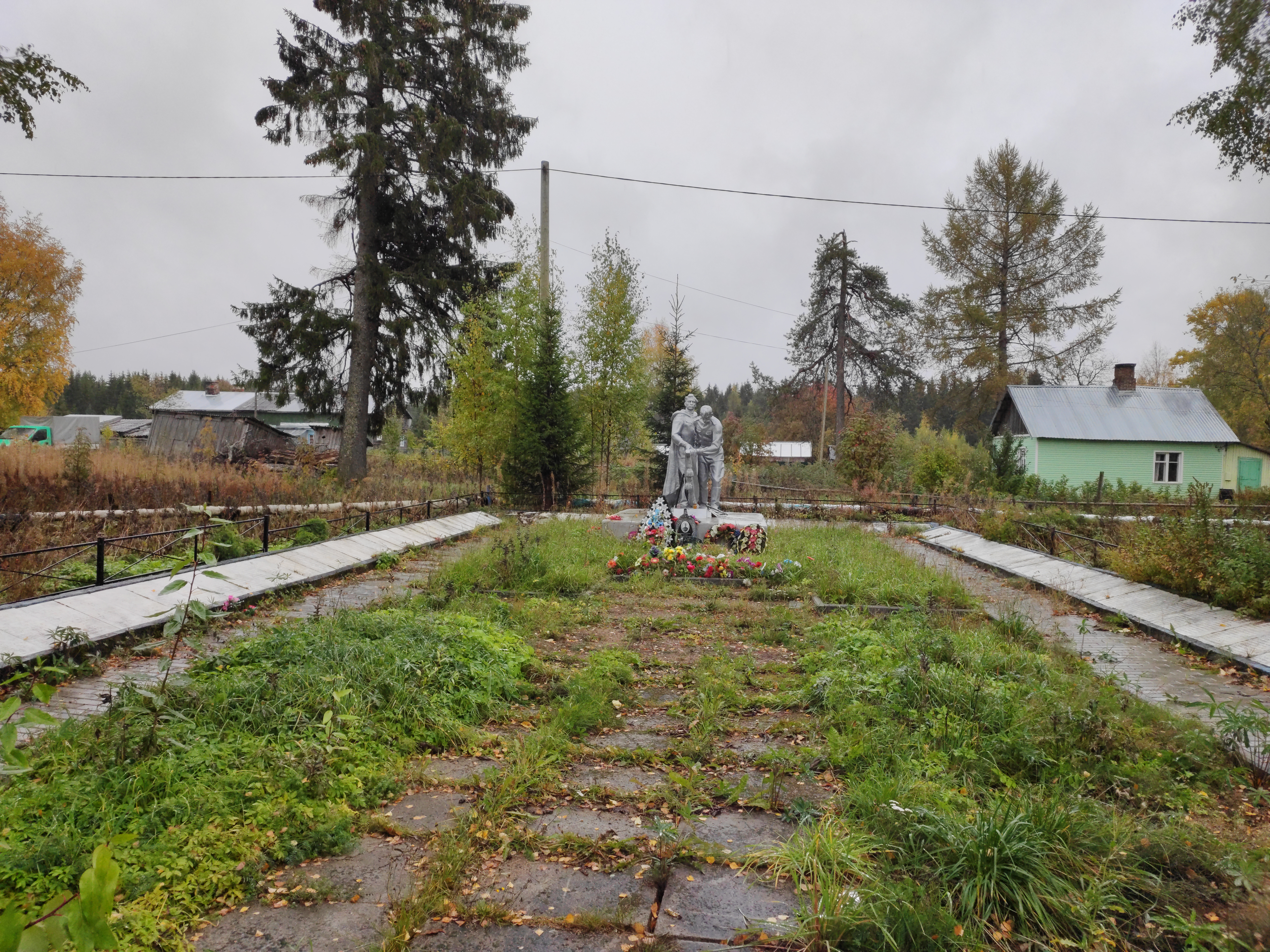
Братская могила
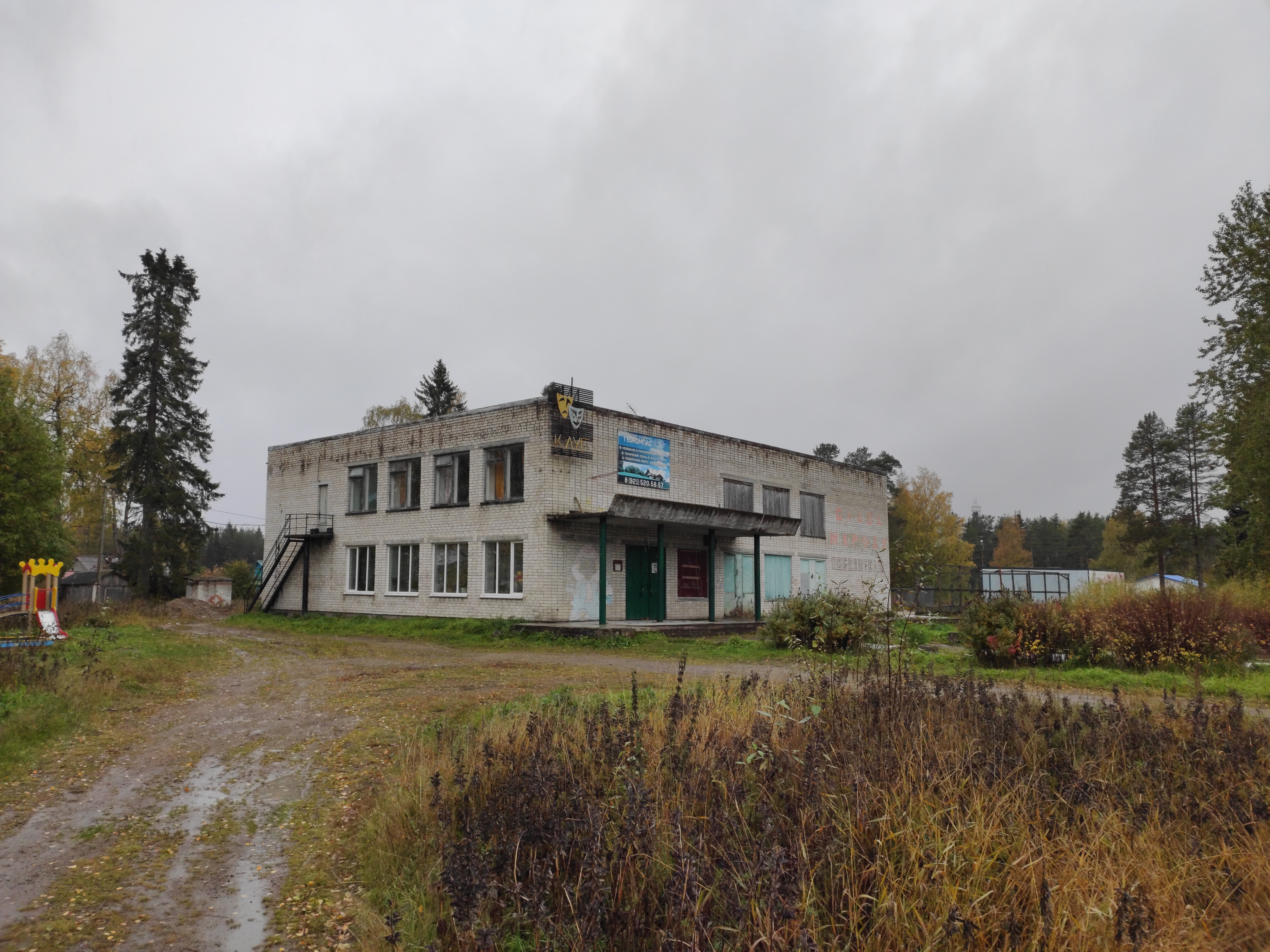
Клуб